# Gustav Lothholz
Gustav Emil Lothholz (* 29. Dezember 1822 in Buttstädt; † 18. Juni 1903 in Halle (Saale)) war ein deutscher Lehrer und Klassischer Philologe. Lothholz war Gymnasialprofessor an verschiedenen Schulen sowie Gymnasialdirektor in Putbus, Roßleben, Zeitz und Stargard in Pommern.

## Leben
Lothholz besuchte von 1837 bis 1843 das Gymnasium in Weimar. Ab Ostern 1843 studierte er an der Universität Jena Philologie und Rechtswissenschaften. Er hörte Vorlesungen bei den Philologen Karl Wilhelm Göttling, Ferdinand Gotthelf Hand und Ludwig Preller sowie juristische Vorträge von Wilhelm Franz Francke. Lothholz blieb sieben Semester in Jena und war zwei Jahre lang Senior des philologischen Seminars. Noch während seiner Studienzeit an der Jenaer Universität gewann er eine Preisaufgabe über die Briefe von Marcus Iunius Brutus an Marcus Tullius Cicero. Später studierte er noch für zwei Semester an der Universität Berlin, an der August Boeckh, Karl Lachmann und Immanuel Bekker zu seinen Professoren gehörten. Auch an der Berliner Universität war er ordentliches Mitglied des philologischen Seminars.
Lothholz absolvierte das juristische und philologische Staatsexamen und habilitierte sich an der Universität Jena und wurde dort auch Privatdozent. Bereits im September 1848 erhielt er aber eine Anstellung am Weimarischen Gymnasium, seiner ehemaligen Schule. Dort unterrichtete er 13 Jahre. Ab September 1861 wurde er am Gymnasium in Wernigerode angestellt. Im September 1864 übernahm er als Direktor die Leitung des königlichen Pädagogiums in Putbus auf Rügen. Schon zwei Jahre später, im September 1866, wurde er als solcher an die Klosterschule Roßleben berufen und übernahm Ostern 1869 als Direktor das Gymnasium in Zeitz. Ab September 1872 wurde er in gleicher Eigenschaft an das Königliche und Gröningsche Gymnasium zu Stargard in Pommern berufen. Dort arbeitete er bis zu seiner Pensionierung 1888.
Gustav Lothholz starb am 18. Juni 1903, im Alter von 80 Jahren, in Halle an der Saale. Er war Autor zahlreicher Fachveröffentlichungen. Das Werk Geschichte der Pädagogik vom Wiederaufblühen klassischer Studien bis auf unsere Zeit von Karl Georg von Raumer konnte er fortsetzen und beenden. Für die Allgemeine Deutsche Biographie verfasste er 24 Biografien, bei der 13. Auflage des Brockhaus Conversations-Lexikons (erschienen von 1882 bis 1887) war er als Mitarbeiter tätig. Kleinere Werke und Aufsätze veröffentlichte er in den Schulprogrammen seiner Gymnasien.

## Veröffentlichungen (Auswahl)
- Uebungen zum Uebersetzen aus dem Deutschen in’s Lateinische. Mauke, Jena 1852.
- Basilius des Großen Rede an christliche Jünglinge über den rechten Gebrauch der heidnischen Schriftsteller. Mauke, Jena 1857 (Digitalisat).
- Das Verhältniss Wolfs und W. v. Humboldts zu Göthe und Schiller. Angerstein, Wernigerode 1861. (Digitalisat).
- Beiträge zur Geschichte der Bedeutung Athens. Angerstein, Wernigerode 1864.(Digitalisat).
- Antrittsrede des Directors Prof. Dr. G. Lothholz.Enthalten in: Programm des Königl. Stifts-Gymnasiums in Zeitz: 1870, S. 26–31. (Digitalisat)
- Eine Ansprache des Directors am Geburtstage Sr. Majestät des Königs.  Enthalten in: Programm des Königl. Stifts-Gymnasiums in Zeitz: 1871, S. 17–21. (Digitalisat)

- Pädagogik der Neuzeit in Lebensbildern. Bertelsmann, Gütersloh 1897.